# أحدوبة ضلعية للترقوة
الأحدوبة الضلعية للترقوة (بالإنجليزية: Costal tuberosity of clavicle)‏ أو انطباع الرباط الضلعي الترقوي (بالإنجليزية: (impression for costoclavicular ligament)‏ تقع على الجانب الإنسي للترقوة، وهي سطح عريض خشن طوله أكثر من 2 سم ، ويرتكز عليه الرباط الضلعي الترقوي.